# San Martino del Carso
San Martino del Carso, friuli (furláni) nyelven San Martin dal Cjars, szlovénül: Martinščina, Sagrado község településrésze Olaszország északkeleti részében, Friuli-Venezia Giulia régióban, Gorizia megyében, a Doberdó-fennsíkon (olaszul Carso)
Az Isonzó folyóhoz közeli falucska 163 méter körüli magasságban fekszik, lakosainak száma 232 (2001).

## Története
A falut a 15. században velencei telepesek alapították.
Az egykori Osztrák–Magyar Monarchia és az Olasz Királyság háborújának katonai emlékhelye: a két hatalom hadseregei itt, és ezen a környéken, a Doberdó mellett rendkívül véres csatákat vívtak az első világháborúban, az 1915-ös olasz hadüzenettől az 1917-es caporettói offenzíváig.
Az első világháború harcaiban teljesen elpusztult, de újjáépítették.

## Hozzá köthető személyek
- Filippo Corridoni, szakszervezeti vezető
- Giuseppe Ungaretti, költő, a San Martino del Carso című vers szerzője. Ungaretti itt harcolt a háborúban.
- Antonio Rizzo, tábornok.

### Ungaretti verse
Giuseppe Ungaretti „San Martino del Carso” című verse:

„Ezekből a házakból

nem maradt meg egyéb

mint néhány

falszilánk
Olyan sokakból

akik velem egy úton jártak

nem maradt

még ennyi sem
De a szívemben

egyetlen kereszt sem hiányzik
És a szívem

a legmeggyötörtebb ország”

– (1916. augusztus 27., Képes Géza fordítása)

## Látnivalók
- Első világháborús múzeum (Museo comunale della Grande Guerra)
- A hegyen, az egykori lövészárkoknál látható az osztrák–magyar hadsereg emlékgúlája. Innen vitték el 1916-ban a szegedi Fekete házban máig látható golyó-, bomba- és repesztépte „doberdói szederfát” (eperfát), amit az olaszok „magányos fának” hívnak (l’albero isolato). A fa 2013-ban három hónapra visszatért és kiállították az itteni múzeumban. 2016-ban az egykori helyén magyarok és olaszok ünnepélyesen elültettek egy Magyarországról hozott eperfát.[1]
- San Michele-hegy